# 1880

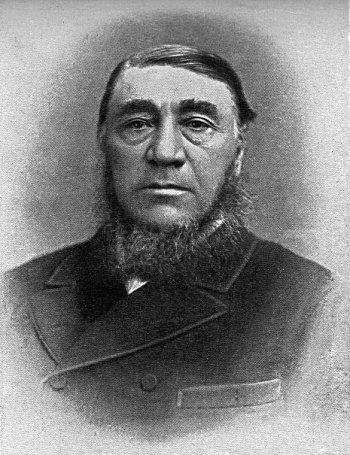
Paul Kruger

Het jaar 1880 is het 80e jaar in de 19e eeuw volgens de christelijke jaartelling.

## Gebeurtenissen
januari
- 1 - Men begint het Panamakanaal te graven in de landengte van Midden-Amerika.
- 14 - De Noorse schaatser Axel Paulsen rijdt de 5000 meter in een tijd van 11.11,00, een wereldrecord.
- 27 - Thomas Edison ontvangt octrooi op de gloeilamp.
- januari - Op het Amsterdamse Rembrandtsplein wordt Café Mille Colonnes geopend, waar als eerste café in Nederland bier wordt getapt met behulp van koolzuurgas in plaats van gewone lucht.

februari
- 5 - Een aanslag op de eetzaal van het Winterpaleis in Sint-Petersburg kost het leven aan een aantal leden van de keizerlijke garde en richt grote schade aan. De Tsaar zelf blijft ongedeerd omdat zijn gasten zijn verlaat.
- 29 - Bij het doorboren van de Sint-Gotthard wordt de andere zijde bereikt.

maart
- 30 - Oprichting van de Harlinger Redding Maatschappij.

mei
- 6 - Opening van de kabelspoorweg naar de top van de Vesuvius.

juni
- 29 - Na een vuurgevecht waarin zijn bendeleden omkomen, wordt Ned Kelly door de Australische politie gearresteerd.

juli
- 13 - In het universiteitsgebouw van Groningen - begint de "Internationale tentoonstelling van gouden en zilveren werken, edelgesteenten, uurwerken en de werktuigen tot de vervaardiging en bewerking van het genoemde", die tot 1 augustus zal duren.
- 16 - Gustave Boël erft de ijzerfabriek waarvan hij directeur is, en die vanaf nu Usines Gustave Boël heet.
- 28 - De RMS Britannia wordt door de torpedoboot SMS Ziethen als doelwit voor de kanonnen tot zinken gebracht.

augustus
- 16 - Opening van het Jubelpark in Brussel bij gelegenheid van vijftig jaar koninkrijk België.

september
- 9 - Frankrijk sticht in West-Afrika aan de bovenloop van de Senegal de kolonie die later Mali zal gaan heten.
- 14 - Den Haag krijgt een standbeeld van Spinoza.
- 23 - Actievoerders van de Land League in Ierland overreden knechten van de rentmeester Charles Boycott om het bedrijf te verlaten. In de volgende dagen zullen ook de winkeliers en ambachtslieden van het plaatsje worden overgehaald om kapitein Boycott te "boycotten".

oktober
- 5 - De Utrechtsche Studenten Roeivereeniging "Triton" wordt opgericht.
- 12 -  De latere koningin Wilhelmina wordt gedoopt in de Willemskerk in Den Haag
- 20 - Met een rede van Abraham Kuyper in de Nieuwe Kerk wordt de Vrije Universiteit Amsterdam opgericht.

november
- 6 - De in Algiers werkzame Franse arts Charles Louis Alphonse Laveran ontdekt dat een protozoa oorzaak is van Malaria.
- 13 - De directeur van de Gist- en Spiritusfabriek J.C. van Marken krijgt vergunning voor de aanleg van een telefoonverbinding tussen zijn woonhuis en zijn bedrijf. Hij wordt daarmee de eerste Nederlander met een telefoontoestel in huis.
- 26 - De Koninklijke Studenten Schietvereeniging Amsterdam wordt opgericht.
- november - Verschijning van De gebroeders Karamazov, de roman van Fjodor Dostojevski.

december
- 1 - Charles Boycott verlaat na een boycot van ruim twee maanden Ierland.
- 18 - De Boeren uit Transvaal roepen de republiek uit onder leiding van Paul Kruger.

zonder datum
- Internationale overeenkomst in Madrid: Spanje en Frankrijk verdelen Marokko.
- Op een internationaal congres in Milaan wordt het gebruik van gebarentalen verboden in het onderwijs aan dove kinderen.
- In Nederland wordt de Vereniging tegen de Kwakzalverij opgericht.
- Aanleg van de huidige Hondsbossche Zeewering.

## Muziek
- Johannes Brahms schrijft zijn Akademische Festouverture Opus 80
- In Wenen, in het Carl-Theater, vindt de première plaats van de operette Die Carbonari van Carl Zeller
- Antonin Dvořák componeert zijn Symfonie no. 6 in D Opus 60
- 21 april: En sommerdag paa landet van Niels Gade is voor het eerst te horen

## Beeldende kunst

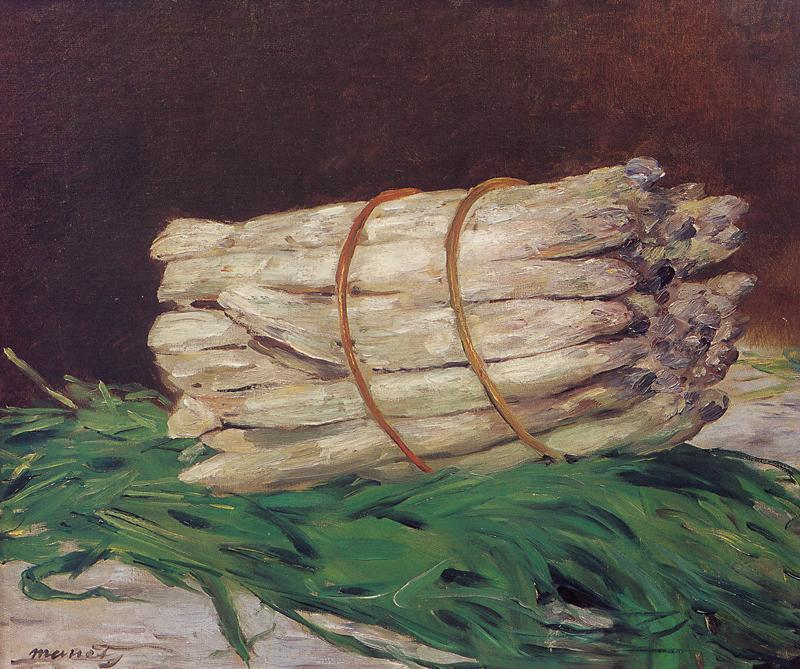
Een bundel asperges Édouard Manet
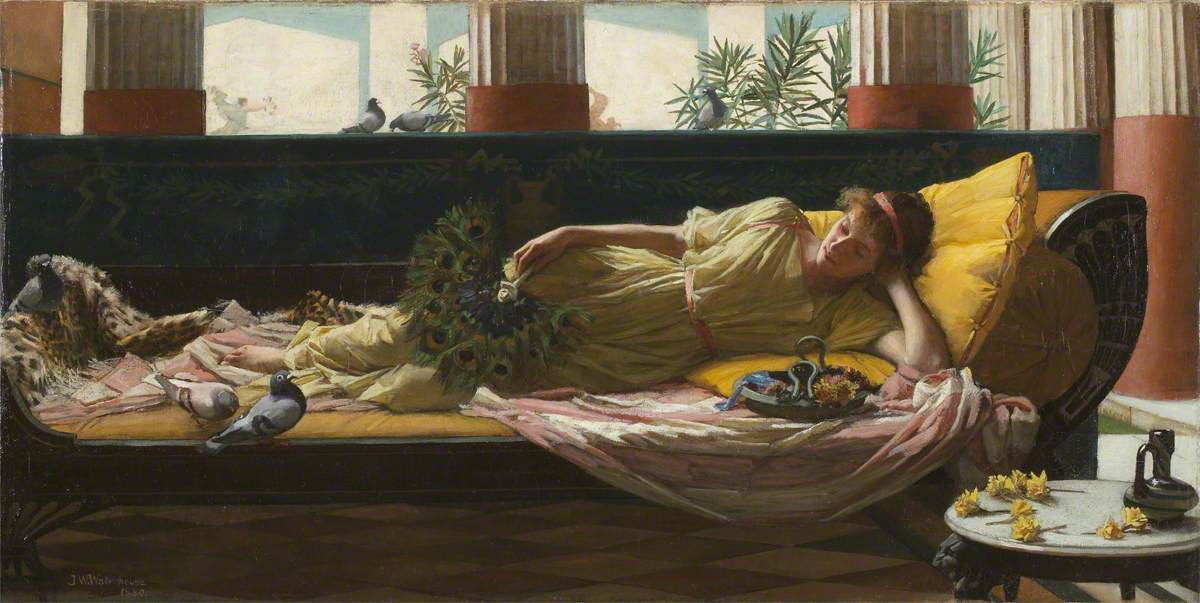
Dolce far Niente (1880) John William Waterhouse
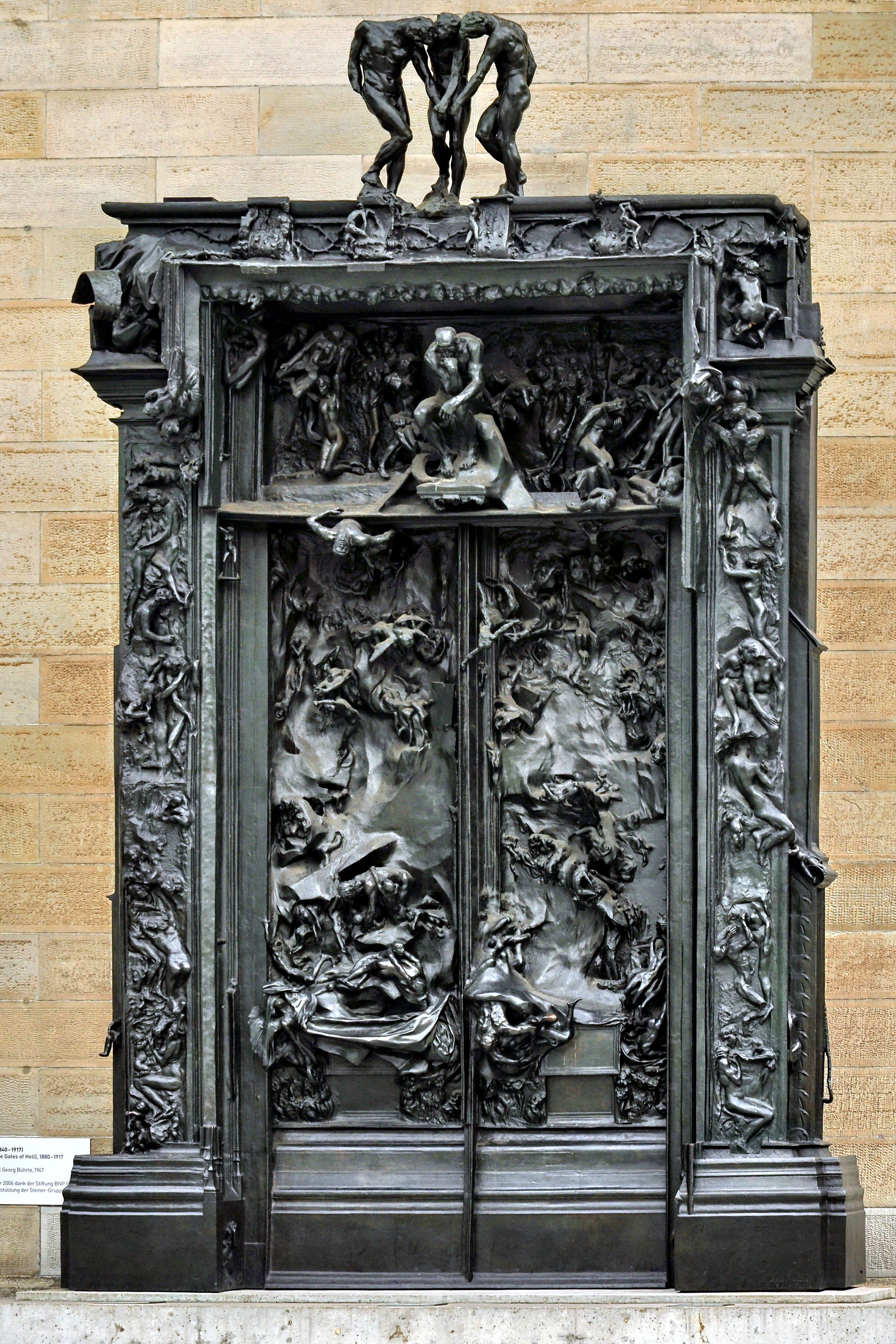
La porte de l'enfer (1880) Auguste Rodin, Kunsthaus Zürich

## Bouwkunst

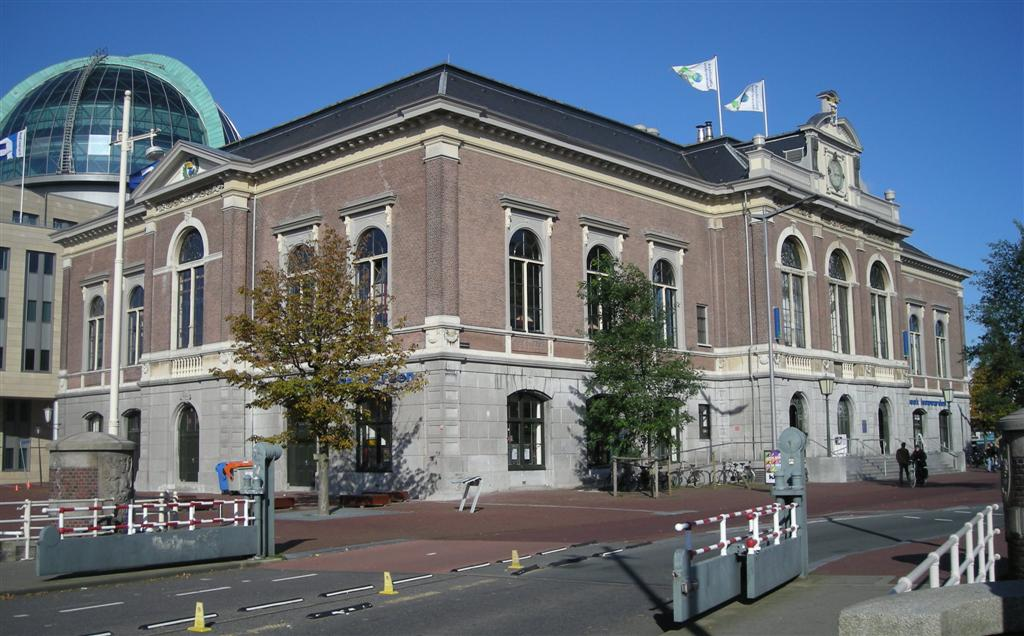
Beurs- en waaggebouw, Leeuwarden Thomas Adrianus Romein
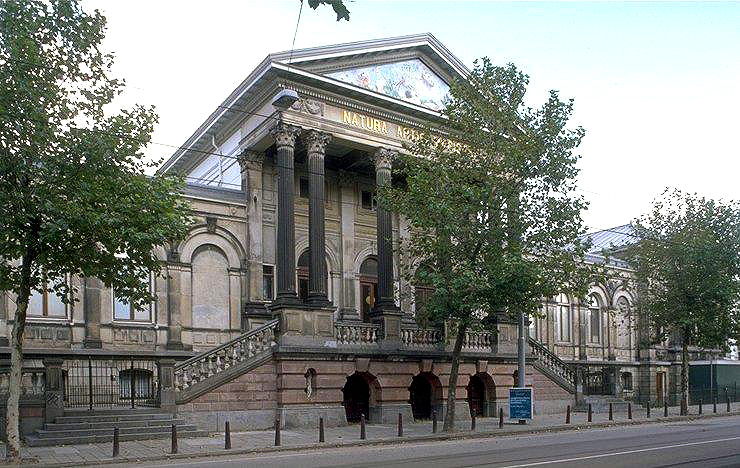
Artis-Aquarium, Gerlof Salm
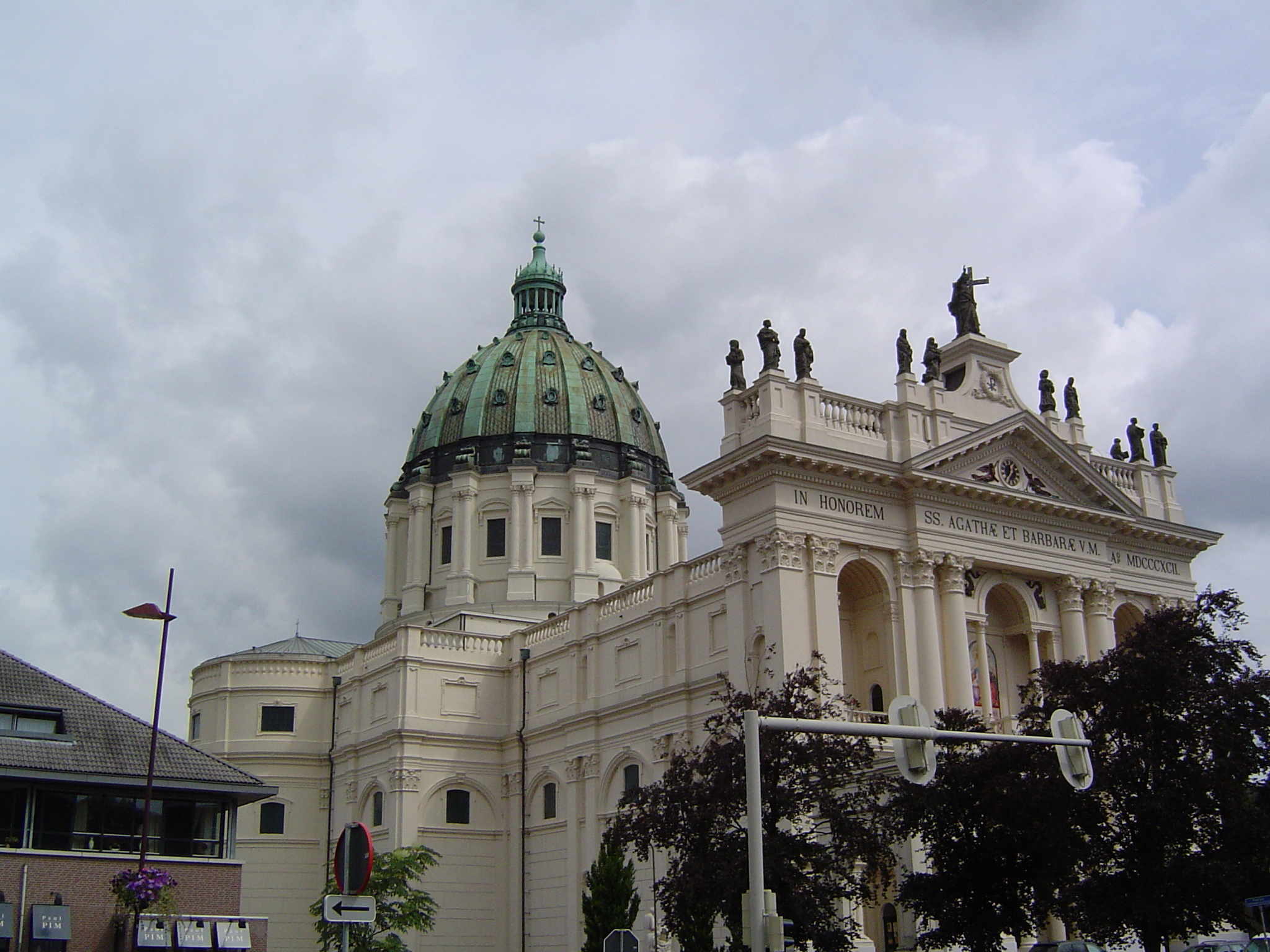
Basiliek Oudenbosch (1880) P.J.H. Cuypers en G.J. van Swaay

## Geboren

### januari
- 6 - Tom Mix, Amerikaans acteur (overleden 1940)
- 10 - Eduard Meijers, Nederlands rechtsgeleerde (overleden 1954)
- 10 - Paolo Giobbe, Italiaans kardinaal (overleden 1972)
- 11 - Douwe Klaas Wielenga, Nederlands predikant en taalkundige (overleden 1942)
- 13 - Herbert Brenon, Iers filmregisseur (overleden 1958)
- 18 - Paul Ehrenfest, Oostenrijks natuurkundige (overleden 1933)
- 18 - Alfredo Ildefonso Schuster, Italiaans kardinaal en zalige (overleden 1954)
- 19 - William Bertram, Canadees acteur en filmregisseur (overleden 1933)
- 25 - Combertus Willem van der Pot, Nederlands rechtsgeleerde (overleden 1960)
- 26 - Douglas MacArthur, Amerikaans militair leider (overleden 1964)

### februari
- 12 - Ġorġ Preca, Maltees geestelijke en heilige (overleden 1962)
- 15 - Arthur Beier, Duits voetballer (overleden 1917)
- 26 - Lionel Logue, Australisch logopedist (overleden 1953)
- 26 - Dorus Nijland, Nederlands wielrenner (overleden 1968)
- 26 - Nicolaas Posthumus, Nederlands economisch-sociaal historicus (overleden 1960)
- 29 - Teofilo Sison, Filipijns jurist, politicus en minister (overleden 1975)

### maart
- 1 - Isaac Shoenberg, Russisch-Brits elektronicus en televisiepionier (overleden 1963)
- 3 - Piet Soudijn, Nederlands atleet (overleden 1946)
- 17 - Lawrence Oates, Brits ontdekkingsreiziger (overleden 1912)
- 21 - Broncho Billy Anderson, Amerikaans acteur, scenarioschrijver en regisseur (overleden 1971)
- 24 - Tom Iredale, Brits malacoloog en vogelkundige (overleden 1972)

### april
- 3 - Jorge Brown, Argentijns voetballer (overleden 1936)
- 4 - Georg von Trapp, Oostenrijks zanger (overleden 1947)
- 5 - Vicente Madrigal, Filipijns zakenman en senator (overleden 1972)
- 10 - Hans Purrmann, Duits kunstschilder (overleden 1966)
- 10 - Frances Perkins - Amerikaans sociologe en minister (overleden 1965)
- 24 - Gideon Sundback, Zweeds-Amerikaans zakenman en uitvinder (overleden 1954)
- 26 - Thomas Rosskopf, Nederlands elektrotechnisch ingenieur en industrieel (overleden 1953)

### mei
- 8 - Anna Sutorius, Nederlands kinderboekenschrijfster en tekstdichteres (overleden 1954)
- 14 - Wilhelm List, Duits veldmaarschalk (overleden (1971)
- 19 - Potenciano Gregorio, Filipijns musicus en componist (overleden 1939)
- 29 - Oswald Spengler, Duits geschiedfilosoof en historicus (overleden 1936)
- 30 - Miel Mundt, Nederlands voetballer (overleden 1949)
- 31 - Berhardina Midderigh-Bokhorst, Nederlands kunstenaar (overleden 1972)

### juni
- 5 - Odile Moereels, Nederlands verzetsstrijdster (overleden 1964)
- 11 - Jeannette Rankin, Amerikaans republikeins politica (overleden 1973)
- 17 - Carl van Vechten, Amerikaans schrijver en fotograaf (overleden 1964)
- 19 - Marius Royet, Frans voetballer (overleden 1915)
- 22 - Johannes Drost, Nederlands zwemmer (overleden 1954)
- 29 - Ludwig Beck, Duits generaal (overleden 1944)

### juli
- 5 - Jan Kubelík, Tsjechisch violist en componist (overleden 1940)
- 27 - Donald Crisp, Amerikaans acteur (overleden 1974)

### augustus
- 4 - Werner von Fritsch, Duits generaal (overleden 1939)
- 5 - Julius Brongers, Nederlands acteur (overleden 1960)
- 8 - Aimé Talpe, Belgisch ondernemer (overleden 1964)
- 8 - Frederick Warburton, Engels voetballer en voetbalcoach (overleden 1948)
- 9 - George Dietz, Amerikaans roeier (overleden 1965)
- 10 - Ragnar Olson, Zweeds ruiter (overleden 1955)
- 25 - Robert Stolz, Oostenrijks componist en dirigent (overleden 1975)
- 29 - Marie-Louise Meilleur, Canadees supereeuwelinge; vanaf 4 augustus 1997 de oudste persoon ter wereld (overleden 1998)
- 31 - Wilhelmina, Koningin der Nederlanden van 1890 tot 1948 (overleden 1962)

### september
- 4 - Julie Marie Arpeau, Nederlands pianiste (overleden 1952)
- 6 - Jean-Louis Pisuisse, Nederlands zanger en cabaretier (overleden 1927)
- 10 - Pieter van der Meer de Walcheren OSB, Nederlands literator, socialist, monnik (overleden 1970)
- 14 - Archie Hahn, Amerikaans atleet (overleden 1955)
- 23 - John Boyd Orr, Schots bioloog, arts en bestuurder (FAO) (overleden 1971)
- 24 - Sarah Knauss, Amerikaans supereeuwelinge; was vanaf 16 april 1998 de oudste persoon ter wereld (overleden 1999)

### oktober
- 6 - Julia Culp, Nederlands zangeres (overleden 1970)
- 7 - Paul Hausser, Duits militair (overleden 1972)
- 10 - Wilhelmina Drupsteen, Nederlands beeldend kunstenares (overleden 1966)
- 22 - Charles Buchwald, Deens voetballer (overleden 1951)

### november
- 1 -Karel Paul van der Mandele, Nederlands bankier en bestuurder (overleden 1975)
- 6 - Chris van Abkoude, Nederlands schrijver (Pietje Bell) (overleden 1960)
- 6 - William Varley, Amerikaans roeier (overleden 1968)
- 12 - Nannie van Wehl, Nederlands kinderboekenschrijfster (overleden 1944)
- 13 - Franz Zita, Tsjechisch componist en dirigent (overleden 1946)

### december
- 3 - Fedor von Bock, Duits veldmaarschalk (overleden 1945)
- 3 - William Kinnear, Brits roeier (overleden 1974)
- 21 - Hashiguchi Goyō, Japans kunstschilder en prentkunstenaar (overleden 1921)
- 26 - Elton Mayo, Australisch wetenschapper (overleden 1949)
- 31 - George C. Marshall, Amerikaans militair en naamgever van het Marshallplan (overleden 1959)

### onbekend
- Jules Lesage, Belgisch atleet (overleden ??)

## Overleden
januari
- 8 - Joshua Norton (60), Amerikaans zelfbenoemd keizer (Norton I) van de Verenigde Staten en Beschermheer van Mexico

maart
- 9 - Pieter Frederik Waldeck (75), officier van gezondheid in het Nederlands Indisch Leger

april
- 1 - Anne Tjittes Reitsma (76), Nederlands dominee en schrijver
- 9 - John Hutt (84), 2e gouverneur van West-Australië

mei
- 8 - Gustave Flaubert (58), Frans schrijver

juni
- 5 - Jacob Jan Cremer (52), Nederlands romanschrijver
- 18 - John Sutter (77), Zwitsers-Amerikaans ondernemer
- 23 - Albrecht Rodenbach (23), Vlaams schrijver

juli
- 31 - Jan van Stolk (53), Nederlands politicus

augustus
- 17 - Ole Bull (70), Noors componist en violist
- 23 - Max Consael (65/66), Belgisch wafelbakker

november
- 11 - Ned Kelly (25), Australische vruibuiter, struikrover en volksheld (geëxecuteerd)

december
- 7 - Albertus Perk (85), Nederlands notaris en wethouder van Hilversum
- 22 - George Eliot (Mary Ann Evans) (61), Engels schrijfster

## Weerextremen in België
- januari: Januari met laagste gemiddelde windsnelheid: 2,6 m/s (normaal 4 m/s).
- 22 februari: hoogste etmaalsom van de neerslag ooit op deze dag: 14.9 mm.
- 10 maart: hoogste maximumtemperatuur ooit op deze dag: 18,1 °C.
- lente: deze lente telt het minst aantal regendagen ooit: 23 (normaal 52,8).
- 26 augustus: hoogste etmaalsom van de neerslag ooit op deze dag: 34 mm.
- 8 oktober: hoogste etmaalsom van de neerslag ooit op deze dag: 18 mm.
- 23 oktober: laagste etmaalgemiddelde temperatuur ooit op deze dag: 0,9 °C en laagste minimumtemperatuur: −1,1 °C.

Bron: KMI Gegevens Ukkel 1901-2003 met aanvullingen 

## Uitgestorven
- De Gestreepte Ral van Macquarie-eiland